# 安達としまむら
『安達としまむら』（あだちとしまむら）は、入間人間による日本のライトノベル作品。イラストは8巻まではのんが担当していた。『電撃文庫MAGAZINE』（アスキー・メディアワークス→KADOKAWA）にてVol.28からVol.71まで連載され、電撃文庫（同社）より2013年3月から刊行されている。略称は「あだしま」。ライトノベルにおいて百合ジャンルの作品がヒットしたのは『マリア様がみてる』以来のことであった。
メディアミックスとして、まに作画によるコミカライズ作品が『ガンガンONLINE』（KADOKAWA）で2016年4月から2017年12月までまで連載され、柚原もけ作画による新たなコミカライズ作品が『月刊コミック電撃大王』（同社）にて2019年7月号から連載中。また、2020年10月から12月までテレビアニメが放送された。

## あらすじ
女子高生である安達としまむらは、体育館の2階で出会い、友達になった。二人は好きなテレビ番組や料理のことを話したり、たまに卓球をしたり、普通な日常を過ごしながら、友情を育んでいくが、やがて安達はしまむらに対して特別な感情を抱くようになる。自分の中に生まれた感情に苦悶しながらも、安達はしまむらと一緒に少しだけ変わった日常を歩んでいくことになる。

## 登場人物
声の項はテレビアニメ版の声優。本作では、一節ごとに地の文の「誰からの視点か」が決められており、基本的には主人公である安達またはしまむらのどちらかの視点で物語が進行するが、6巻以降はしまむら視点で話が進行することが多くなっているほか、番外編や短編として様々な登場人物の視点でも進行し、特に9巻以降はその傾向が強くなる。8・10・11巻では成人後や過去の話が描かれているため時系列が前後するが、作者の入間人間は8巻での10年後の話が本作の最終話であると8巻のあとがきに記している。
安達 桜（あだち さくら）
声 - 鬼頭明里
本作の主人公。作品開始時は高校1年生。黒髪のショートヘアーで左利き。しまむらと比較すると背も高く体つきも大きいがやせ型の体型をしている。しまむらが安達からイメージする動物は「犬」であり、安達自身も自分が犬みたいだと思っている。
授業にはほとんど出ずに体育館など学校内のあちこちでサボっている、教師も生徒も公認の不良少女。周囲曰く、冷たい印象の美人だが実際は感情表現を出すことと人付き合いが苦手なだけであり、根は真面目で周囲に気配りが出来るなど生活態度はしっかりしている。授業をしまむら以上にサボっているにも関わらずしまむらよりも学校の成績は良い。
非常にネガティブな性格であり、自身の過去の言動や行動に対して引きずってしまうタイプ。その一方で、クリスマスにしまむらから遊ぶ場所を決めて欲しいと言われた際は同じ場所に3回下見に出かけたりするなど計画性は高い。
しまむらと出会う以前から暇な時間をつぶすため中華料理店でアルバイトをしているが、店長から「若い」といった理由で仕事着はチャイナドレスを着用している。
家族とはほとんど時間を共にしておらず、親子仲は上手くいっていない。
初期は冷めたようなクールなキャラであったが比較的早い時期に前述のような性格となったため、作者自ら「初期路線を貫いていたら」と題した短編がWEB上に公開されている。
島村 抱月（しまむら ほうげつ）
声 - 伊藤美来
本作のもう一人の主人公。作品開始時は高校1年生。栗色に染めたロングヘアーで右利き。安達と比較すると背も低く小柄な体型だがスタイルは良い。安達と樽見がしまむらからイメージする動物は「猫」。安達の方が自分より美人だと思っている節があり、安達に容姿を褒められてもお世辞としか思っていない。
自分の苗字を他人に呼ばれるとどうしても平仮名の「しまむら」に聞こえるのが不満で、苗字は島崎とかが良かったらしい。樽見からは「しまちゃん」と呼ばれており、下の名前で呼ぶのは家族だけである。
面倒臭がりな性格で、安達ほどではないが授業を受けるのが面倒だという理由で授業をサボっている。安達と違い自身の過去の言動や行動をあまり気にしないタイプ。小学生までは無邪気で明るい性格だったが、中学生のある時期を境に全てのことに対して面倒になり、人や物に関心を持たない現在の性格に至っている。安達と出会うまでは表面上だけ仲良くする薄い人間関係を築くようにしており、基本的に自分の方から動くことはしなかったが、安達と出会ってからは遊びに誘ったりするなど、安達に対してのみ自分から行動を起こしている。
中学時代はバスケットボール部に所属して熱心に練習していたが、しまむら自身がチームプレイに向いていないという理由で退部している。
小学生の妹と両親との4人暮らし。基本的に母親似だが、若干天然気味なのは父親似だとしまむらの母親は思っている。
日野 晶（ひの あきら）
声 - 沼倉愛美
高校時代からのしまむらのクラスメイトで友人。小柄であり、しまむらがイメージする動物は「リス」。
お調子者でよく「変なやつ」に遭遇する体質の持ち主で話題には事欠かず、しまむらにヤシロを紹介している。しまむらを通して知り合った安達との距離感をはかりあぐねているが、しまむらを通して安達とは仲良くなっている。
和風の由緒ある広大な邸宅に住んでおり、そのため普段の言葉遣いと異なり、食事の作法や一人で着物の着付けが出来るなど、上品な育ちであることがうかがえる。現在の生活には概ね満足しているものの古風な家柄に対して窮屈さを感じており、家の用事がない限りは永藤の家で時間を潰している。
永藤 妙子（ながふじ たえこ）
声 - 上田麗奈。
高校時代からのしまむらのクラスメイトで友人。眼鏡をかけており巨乳、しまむらがイメージする動物は「牛」。
日野とは幼稚園からの幼馴染で親友であり、小学生の頃からずっと同じクラス。巨乳であるが故に周囲の視線が気になるのが最近の悩み。部活動をしているが所属先は不明。勉強は出来るもののどこか抜けている部分があり、記憶力があまりよくないために日野によくからかわれたり、小学校時代の通信簿には「しっかりしているのは見た目だけ」と書かれたりしているが、本人はそのことに対して全く気にしていない。家は精肉店で時々店番に出るもののほとんど役に立っていない。
知我麻 社（ちかま やしろ）
声 - 佐伯伊織
釣り堀で日野が遭遇した「変なやつ」。しまむらからは「ヤシロ」と呼ばれている。自称宇宙人で超能力者であり、粒子を飛ばしそうな水色の髪と瞳を持つ小学生くらいの少女。しまむらと出会った当初は顔がまだ出来ていないという理由で宇宙服のようなものを纏っていたため顔が見えなかったが、しばらくしてノースリーブワンピースの姿でしまむらの前に現れている。
本人によれば近隣にいる「ドーホー」を探してはるばる宇宙からやって来たそうだが、その割には町内のあちこちで遊び回っている。語彙は堪能だが一般常識が欠けているため、その都度しまむらやしまむら妹を困惑させている。食べ物に関しては強い執着心を持っており、好き嫌いなく美味しそうに食べている。
しまむらを気に入っており、最初に出会った頃にしまむらとの仲を邪魔されたことで安達からは警戒心を持たれているが本人は気付いていない。しまむら妹と仲良くなってからは時折しまむら家に上がり込んで一緒に遊んでいる。
しまむら妹
声 - 田中貴子
しまむらの妹で小学4年生。名前は不明。家の外では優等生で通っているが、人見知りが激しくしまむらの家に遊びにきた安達に対して強い警戒心を持って接している。安達も同じく人見知りなため、しまむら妹の心境は理解している。
ヤシロと初めて出会った時は警戒していたが、後に「ヤチー」「しょーさん」と呼び合う仲になり、ヤシロの行動に不思議がりながらも仲良く遊んでいる。また一度だけだがヤシロの「ドーホー」と出会っており、そのことをヤシロに伝えている。
樽見（たるみ）
声 - 茅野愛衣
しまむらの小学校時代の親友。しまむらとはお互いに「しまちゃん」「たるちゃん」と呼び合う仲だったが、それぞれ別の中学に進んだことで疎遠になった。中学時代に授業をサボり徘徊していたことで「不良」の風評がある。
安達と比べるとしまむらに対し物怖じせず積極的に行動しており視野も広いが、現在のしまむらの性格については理解出来ていない。
安達 赤華（あだち あっか）
声 - 伊藤静
安達の母親。容姿は安達と似ているが、社交的であり言いたいことははっきりと言うなど娘とは正反対の性格。その一方でぶっきらぼうな言い方と口下手で言葉不足な点は母娘共通である。
幼少時から感情が上手く出せず遠慮がちな娘の性格を理解することが出来ずに距離をとって育てたため、現在の安達の人格が出来上がってしまった。現在ではほとんど母娘の会話はないものの、娘の食事を作ったりするなど、決して娘を嫌っているわけではない。
スポーツジムに通っており、その際偶然来ていたしまむらと出会う。
島村 良香（しまむら よしか）
声 - 川澄綾子
しまむらの母親。しまむらの口調や仕草は母親から受け継いでいる。体育会系な性格でスポーツジムに通っている。
しまむらや周りの人間に対し色々とちょっかいを出してくるため、家族からは「なんか気安くてうざい」と言われている。しまむらに対して放任主義な態度で接しているものの、内心では面倒臭がりになり周囲にほとんど無関心な娘の将来を心配していた。
スポーツジムで安達の母親と知り合う。
サンチョ デロス パンチョ
声 - サンチョ - 佐々木未来、デロス - 小澤麗那、パンチョ - 稗田寧々
2年進級時の安達としまむらの3人のクラスメート。それぞれのあだ名はしまむらが内心で勝手に付けたもの。サンチョは眼鏡をかけており、デロスはふっくらしており、パンチョはしまむらよりも髪を濃く染めている。パンチョは安達と同じ中学校に通っており、当時の安達を刺々しいイメージがあったとしまむらに伝えている。
シャーマン田岡
声 - 福原香織
安達達が住む地域で夜のローカル番組に登場する派手な化粧と衣装をまとった年輩の女性占い師。

エキシャーマン
声 - 日野まり
安達達が住む地域で無許可で営業している占い師。

## 既刊一覧

### 小説
- 入間人間（著）・のん（キャラクターデザイン・イラスト[注 4]）・金子志津枝（イラスト[注 5]）・raemz（イラスト[注 6]）、アスキー・メディアワークス→KADOKAWA〈電撃文庫〉、既刊15巻（2024年11月8日現在）
  - 『安達としまむら』2013年3月10日初版発行（同日発売[18]）、ISBN 978-4-04-891421-5
  - 『安達としまむら2』2013年9月10日初版発行（同日発売[19]）、ISBN 978-4-04-891960-9
  - 『安達としまむら3』2014年8月9日初版発行（同日発売[20]）、ISBN 978-4-04-866777-7
  - 『安達としまむら4』2015年5月9日初版発行（同日発売[21]）、ISBN 978-4-04-865115-8
  - 『安達としまむら5』2015年11月10日初版発行（同日発売[22]）、ISBN 978-4-04-865505-7
  - 『安達としまむら6』2016年5月10日初版発行（同日発売[23]）、ISBN 978-4-04-865946-8
  - 『安達としまむら7』2016年11月10日初版発行（同日発売[24]）、ISBN 978-4-04-892517-4
  - 『安達としまむら8』2019年5月10日初版発行（同日発売[25]）、ISBN 978-4-04-912383-8
  - 『安達としまむら9』2020年10月10日初版発行（同日発売[26]）、ISBN 978-4-04-913128-4
  - 『安達としまむら10』2021年9月10日初版発行（同日発売[27]）、ISBN 978-4-04-913998-3
  - 『安達としまむら11』2022年12月10日初版発行（12月9日発売[28]）、ISBN 978-4-04-914689-9
  - 『安達としまむらSS』2023年11月10日初版発行（同日発売[29]）、ISBN 978-4-04-915346-0
  - 『安達としまむら99.9』2023年11月10日初版発行（同日発売[30]）、ISBN 978-4-04-915347-7
  - 『安達としまむら12』2024年11月10日初版発行（11月8日発売[31]）、ISBN 978-4-04-915981-3
  - 『安達としまむらSS2』2024年11月10日初版発行（11月8日発売[32]）、ISBN 978-4-04-915982-0

### 漫画
- 入間人間（原作）・のん（キャラクター原案）・まに（作画） 『安達としまむら』 スクウェア・エニックス〈ガンガンコミックスONLINE〉、全3巻
  1. 2016年12月22日初版発行（同日発売[33]）、ISBN 978-4-7575-5188-6
  2. 2017年6月9日初版発行（同日発売[34]）、ISBN 978-4-7575-5346-0
  3. 2017年12月22日初版発行（同日発売[35]）、ISBN 978-4-7575-5523-5
- 入間人間（原作）・のん（キャラクター原案）・柚原もけ（作画） 『安達としまむら』 KADOKAWA〈電撃コミックスNEXT〉、既刊7巻（2025年6月27日現在）
  1. 2019年11月27日発売[36]、ISBN 978-4-04-912870-3
  2. 2020年10月10日発売[37]、ISBN 978-4-04-913482-7
  3. 2021年5月27日発売[38]、ISBN 978-4-04-913811-5
  4. 2022年2月26日発売[39]、ISBN 978-4-04-914265-5
  5. 2023年6月27日発売[40]、ISBN 978-4-04-915103-9
  6. 2024年7月26日発売[41]、ISBN 978-4-04-915842-7
  7. 2025年6月27日発売[42]、ISBN 978-4-04-916450-3
- 『安達としまむら 公式コミックアンソロジー』 KADOKAWA〈電撃コミックスNEXT〉、2020年11月9日発売[43]、ISBN 978-4-04-913520-6
  - 参加作家：柚原もけ / くもすずめ / 結野ちり / 有馬 / majoccoid / 水崎弘明 / 吉北ぽぷり / ノッツ / 夏師 / 華沢寛治

## 単行本未収録作品

### 掌編
ありふれた永遠／いいよねって言った
電撃文庫×animate『電撃文庫3000タイトル突破！！ 大感謝フェア開催記念書き下ろし小冊子！！』収録。
水着の話しまむら
『電撃がーるず水着ふぇすてぃばる！』収録。
電撃文庫ルーキーズフェア2016 ゲーマーズ限定書き下ろしショートストーリー
『電撃文庫ルーキーズフェア2016』ゲーマーズ購入特典書き下ろし小冊子A収録。
安達としまむら8 アニメイト特典A6サイズ 4Pリーフレット
小説『安達としまむら8』アニメイト購入特典A6サイズ4Pリーフレット収録。
犬桜
『ゲーマーズ百合部3周年フェア』特典ゲーマーズ百合部2周年記念16Pブックレット収録。
安達としまむら0.99
柚原もけ作画漫画版『安達としまむら』第1巻収録。挿絵は柚原もけが担当。原作1巻の開始直前が描かれる。
てのひら
『電撃文庫 超感謝フェア2020 on animate』配布SS付き色紙風イラストカード収録。
ながい
アニメイト『「安達としまむら」アニメ化記念フェア』特典A6サイズ4Pリーフレット収録。
安達としまむら0.88
アニメイト、ゲーマーズ、メロンブックス、とらのあな限定『安達としまむら』小説9巻 or コミック2巻購入特典。同じエピソードをしまむら視点を小説（入間人間）で、安達視点を漫画（もけ）で描く。
二輪の花
小説『安達としまむら9』メロンブックス購入特典書き下ろしSS付きブックカバー収録。
無限の泡のように
小説『安達としまむら9』ゲーマーズ購入特典書き下ろし4Pブックレット収録。
樽見としまむら0.00000000000000000
柚原もけ作画漫画版『安達としまむら』第3巻収録。
安達としまうま
小説『安達としまむら10』ゲーマーズ購入特典書き下ろし4Pブックレット収録。
三地と出内と羽坂
小説『安達としまむら10』メロンブックス購入特典書き下ろしSS付きブックカバー収録。

### Web短編
作者が掲載しているWEB小説。2020年4月27日より投稿場所をカクヨムに移行。
- 単行本未収録
  - クリスマスは去年やった気がするから、今年は冬休み
  - 新春主人公アンケート
  - happy birthday
  - 別にこうなる予定はないかもしれない10年後
  - としまむら
  - いっちばーん
  - しまむら家の謎
- 単行本収録済
  - 今日の安達さん
  - 今日の安達さん、今日のしまむらさん、もしみんな小さかったら
  - 頼まれなくたって会ってやる
  - ビター・スイート・メモリーズ
  - もし体育館二階で出会わなかったら
  - もしも安達が初期路線を貫いていたら
  - 安達と島村

## テレビアニメ
2019年5月にテレビアニメ化が発表され、2020年10月から12月までTBSテレビほかにて放送された。

### スタッフ
- 原作 - 入間人間[13][15]
- イラスト - のん
- 監督  - 桑原智[13][15]
- シリーズ構成 - 大知慶一郎[13][15]
- キャラクターデザイン - 金子志津枝[13][15]
- 総作画監督 - 氏家章雄、豊田暁子、薄谷栄之、神谷美也子、森田莉奈、中村深雪(3-5)、米本奈苗(11)、高橋 渚(12)
- 美術監督 - 斉藤雅巳[13]
- プロップデザイン - 加来哲郎、山田菜都美
- 色彩設計 - 油谷ゆみ[13]
- 撮影監督 - 志村豪[13]
- 編集 - 内田渉[13]
- 音響監督 - 本山哲[13]
- 音楽 - 田渕夏海、中村巴奈重、櫻井美希[13]
- 劇伴制作プロデューサー - 水田大介
- 音楽制作 - 日音
- プロデューサー - 田中潤一朗、中沢莉奈、阿南浩志、大和田智之、吉川敦史、中目孝昭
- アニメーションプロデューサー - 宇田川純男
- アニメーション制作 - 手塚プロダクション[13][15]
- 製作協力 - ポニーキャニオン、KADOKAWA、BS11、Ray、東京ナレーション演技研究所、日音
- 製作 - 安達としまむら製作委員会、TBS

### 主題歌
「君に会えた日」
安達（鬼頭明里）としまむら（伊藤美来）によるオープニングテーマ。作詞はUqui、作曲はMAH、編曲はMAHとUNA。
「キミのとなりで」
鬼頭明里によるエンディングテーマ。作詞はこだまさおり、作曲・編曲は伊藤翼。
「メリーゴーランド」
安達（鬼頭明里）としまむら（伊藤美来）による第4話挿入歌。作詞・作曲・編曲はRIRIKO。

### 評価
アメリカのアニメ評価サイト「Anime Trending」が主催した「第7回 Anime Trending Awards」での結果は以下の通り。
| 部門                            | 対象            | 結果 | 出典   |
| ------------------------------- | --------------- | ---- | ------ |
| COUPLE SHIP OF THE YEAR         | 安達桜×島村抱月 | 9位  | [ 56 ] |
| BEST IN ADAPTED SCREENPLAY      | 安達としまむら  | 8位  | [ 56 ] |
| BEST IN VOICE CAST              | 安達としまむら  | 7位  | [ 56 ] |
| DRAMA ANIME OF THE YEAR         | 安達としまむら  | 7位  | [ 56 ] |
| ROMANCE ANIME OF THE YEAR       | 安達としまむら  | 7位  | [ 56 ] |
| SLICE OF LIFE ANIME OF THE YEAR | 安達としまむら  | 1位  | [ 56 ] |

### 各話リスト
| 話数   | サブタイトル                          | シナリオ   | 絵コンテ        | 演出           | 作画監督                                                                   | 初放送日       |
| ------ | ------------------------------------- | ---------- | --------------- | -------------- | -------------------------------------------------------------------------- | -------------- |
| 第1話  | 制服ピンポン                          | 大知慶一郎 | 桑原智          | 吉村文宏       | 薄谷栄之 五月麻帆 Lee Min-bae ウクレレ善似郎                               | 2020年 10月9日 |
| 第2話  | 安達クエスチョン                      | 大知慶一郎 | 桑原智          | いわもとやすお | 蓮生かすみ 米本奈苗 内田裕 Kim Bo-kyung Song Jin-hee 陳達理                | 10月16日       |
| 第3話  | 二等辺トライアングル                  | 大知慶一郎 | 桑原智          | 鈴木卓夫       | 大塚八愛 笛木優奈 Lee Min-bae                                              | 10月23日       |
| 第4話  | 女子高生ホリディ                      | 森田眞由美 | 桑原智          | 川西泰二       | Hwang Young-sik Jung Joo-wang Lee Min-bae Hong Yoo-mi Kim Bo-kyung         | 10月30日       |
| 第5話  | アダチズQ                             | 森田眞由美 | 桑原智          | 矢花馨         | 岩崎令奈（フォルテス） 飯泉俊臣 吉田翔太 青野厚司 千葉孝幸 小川浩司 吉田肇 | 11月6日        |
| 第6話  | ホワイト・アルバム                    | 大知慶一郎 | 吉村文宏 桑原智 | 山本隆太       | Park Eun-a Jang Sang-mi Jung Jin-young Han Eun-mi                          | 11月13日       |
| 第7話  | 私に相応しいチョコを決めてください    | 大知慶一郎 | 桑原智          | 山内東生雄     | Hong Yoo-mi Ryu Seung-chul Hwang Il-jin                                    | 11月20日       |
| 第8話  | 過去を紡ぐ茨 オールドローズ           | 森田眞由美 | 桑原智          | 吉村文宏       | Lee Min-bae Kim Bo-kyung ビート                                            | 11月27日       |
| 第9話  | そして聖母を抱擁する愛 マリーゴールド | 大知慶一郎 | 桑原智          | 山本隆太       | ウクレレ善似郎 大塚八愛 興村忠美 Lee Min-bae 劉泉 ビート                   | 12月4日        |
| 第10話 | 桜と春と 春と月と                     | 大知慶一郎 | 吉村文宏 桑原智 | 前園文夫       | Lee Min-bae Kim Bo-kyoung Song Jin-hee Hwang Young-sik ビート              | 12月11日       |
| 第11話 | 月と決意と 決意と友と                 | 森田眞由美 | 桑原智          | 波多正美       | 米本奈苗 劉泉 諸葛子敬 ビート                                              | 12月18日       |
| 第12話 | 友と愛と 愛と桜と                     | 大知慶一郎 | 桑原智          | 吉村文宏       | Lee Min-bae Kim Bo-kyoung Song Jin-hee Hwang Young-sik ビート              | 12月25日       |

### 放送局
| 放送期間                      | 放送時間                     | 放送局         | 対象地域   | 備考                                            |
| ----------------------------- | ---------------------------- | -------------- | ---------- | ----------------------------------------------- |
| 2020年10月9日 - 12月25日      | 金曜 1:58 - 2:28（木曜深夜） | TBSテレビ      | 関東広域圏 | 制作局 / 『アニメリコ』第2部 / 字幕放送         |
|                               | 金曜 23:30 - 土曜 0:00       | BS11           | 日本全域   | 製作協力 / BS放送 / 『ANIME+』枠                |
| 2020年10月19日 - 2021年1月4日 | 月曜 1:30 - 2:00（日曜深夜） | TBSチャンネル1 | 日本全域   | CS放送 / リピート放送あり / 『アニメリコ』第2部 |

| 配信開始日         | 配信時間                     | 配信サイト |
| ------------------ | ---------------------------- | --- |
| 2020年10月10日     | 土曜 1:35 - 2:05（金曜深夜） | ABEMA |
| 2020年10月13日     | 火曜 1:35（月曜深夜） 更新   | dアニメストア |
| 2020年10月15日以降 | 不明                         | niconico GYAO! ひかりTV FOD バンダイチャンネル Hulu J:COMオンデマンド TELASA U-NEXT アニメ放題 Amazonプライム・ビデオ Rakuten TV DMM.com ビデオマーケット HAPPY!動画 ムービーフルplus クランクイン！ビデオ |

### BD / DVD
| 巻 | 発売日        | 収録話          | 規格品番   | 規格品番   |
| 巻 | 発売日        | 収録話          | BD         | DVD        |
| -- | ------------- | --------------- | ---------- | ---------- |
| 1  | 2020年12月2日 | 第1話 - 第3話   | PCXP-50801 | PCBP-54381 |
| 2  | 2021年1月6日  | 第4話 - 第6話   | PCXP-50802 | PCBP-54382 |
| 3  | 2021年2月3日  | 第7話 - 第9話   | PCXP-50803 | PCBP-54383 |
| 4  | 2021年3月3日  | 第10話 - 第12話 | PCXP-50804 | PCBP-54384 |

| TBSテレビ アニメリコ 第2部                  | TBSテレビ アニメリコ 第2部                     | TBSテレビ アニメリコ 第2部                                                |
| 前番組                                      | 番組名                                         | 次番組                                                                    |
| ------------------------------------------- | ---------------------------------------------- | ------------------------------------------------------------------------- |
| やはり俺の青春ラブコメは まちがっている。完 | 安達としまむら                                 | （廃枠）                                                                  |
| TBSテレビ 金曜 1:58 - 2:28（木曜深夜）      |                                                |                                                                           |
| やはり俺の青春ラブコメは まちがっている。完 | 安達としまむら （ここまで『アニメリコ』第2部） | イベントGO!（1:58 - 2:05、情報番組）カイモノラボ（2:05 - 3:45、通販番組） |

## 朗読
Audibleにて松嵜麗と大橋歩夕の朗読で2019年12月27日よりオーディオブック化され配信。2021年12月時点で7巻まで発売されている。
また、YouTubeの公式電撃文庫チャンネルの企画「電撃文庫朗読してみた」で、2021年5月23日より作品の一部分が、アニメにも出演した伊藤美来による約10分半の朗読として配信した。その後、同企画とアニメイトのコラボフェアとして2021年8月から9月にかけて行われた｢電撃文庫 超感謝フェア2021」での購入特典のSSを、伊藤同様アニメにも出演した鬼頭明里によって朗読して音声特典としてDLシリアルコードで配布した（試聴版は電撃文庫チャンネルでも配信）。